# Ohrentaucher
Der Ohrentaucher (Podiceps auritus) ist eine Vogelart aus der Familie der Lappentaucher (Podicipedidae). Sein Verbreitungsgebiet erstreckt sich über Nordeuropa, Nordasien und das nördliche Nordamerika. Er ist der einzige Lappentaucher, der auch nördlich des Polarkreises brütet. Im Nordosten Mitteleuropas gibt es einige wenige Brutvorkommen dieser Art. In Mitteleuropa ist er außerdem regelmäßig in kleiner Zahl als Durchzügler und Wintergast zu beobachten. Er trägt dann sein Schlichtkleid, in dem er mit dem in Mitteleuropa häufigeren Schwarzhalstaucher leicht zu verwechseln ist.

## Erscheinungsbild
Ohrentaucher haben eine Körperlänge von 31 bis 38 Zentimetern. Sie sind damit deutlich größer als Zwergtaucher und haben einen weniger gedrungenen Körperbau und einen längeren Hals als diese. Die Männchen sind im Mittel etwas größer als die Weibchen. Bei den Männchen sind die Handflügel zwischen 13,2 und 16,0 Zentimeter lang, der Schnabel misst von der Stirnbefiederung bis zur Spitze zwischen 2,0 und 2,7 Zentimeter und sie wiegen zwischen 320 und 570 Gramm. Weibchen haben eine Flügellänge zwischen 12,4 und 15,3 Zentimeter, ihr Schnabel ist mit 1,9 bis 2,5 Zentimeter geringfügig kürzer als der der Männchen. Weibchen wiegen im Winterhalbjahr zwischen 300 und 430 Gramm. Der Geschlechtsdimorphismus ist insgesamt so gering ausgeprägt, dass er keine feldornithologische Unterscheidung der Geschlechter ermöglicht.
Der Schnabel ist bei beiden Geschlechtern blaugrau bis schwarz mit einer fleischfarbenen Basis und einer hellen, fast weißlichen Spitze. Das Gefieder am Oberkopf ist beim Ohrentaucher eng anliegend. Die Iris ist während der Balzzeit intensiv rot und in der Ruhezeit rosa. Die Pupille ist von einem schmalen, silberweißen Ring umrandet. Die Beine sind grau, die Füße blau bis blaugrün. Die Beine setzen weit hinten am Körper an.

### Prachtkleid
Das Prachtkleid ist durch ein glänzend schwarzes, sowie in seltenen Fällen auch matt schwarzes, Kopfgefieder mit spreizbaren Federbüscheln an den Kopfseiten gekennzeichnet. Diese Feder- oder Ohrbüschel sind auffällig gelbrot und bestehen aus langen, schmalen Federn zwischen Auge und Hinterkopf. Die Federbüschel sind beim Männchen etwas ausgeprägter als beim Weibchen. Die schwarzen Federn an der Kehlseite und den Wangen sind ebenfalls stark verlängert und können abgespreizt werden. Vom Schnabelende bis zum Auge zieht sich ein schmaler, rotbrauner Zügelstreif. Der Hals ist vorn und an den Seiten rotbraun, der Nacken schwarz. Die Vorderbrust, die Brustseiten und die Flanken sind rotbraun, die Rumpfunterseite ist weiß. Bei schwimmenden Vögeln ist die weiße Unterseite meist nicht zu sehen. Das Rückengefieder ist schwarz, die einzelnen Federn sind grau gesäumt. Die Handschwingen sind braun und haben hellere Innenfahnen mit weißer Basis. Die Unterflügeldecken sind weiß.
Den auffälligen Kopfschmuck trägt der Ohrentaucher nur im Frühjahr. Ab etwa Mitte Juni weisen die Vögel nach einer Teilmauser einen Sommerkopfschmuck auf, bei dem die Federbüschel deutlich kürzer und weniger farbig sind. Ab Mitte Juli beginnen sich die weißen Wangen zu entwickeln, die für das Schlichtkleid charakteristisch sind. Es ist gewöhnlich das Weibchen, bei dem sich diese Mauser zuerst vollzieht. Beim Männchen vollzieht sich dieser Wechsel etwa einen Monat später.

### Schlichtkleid

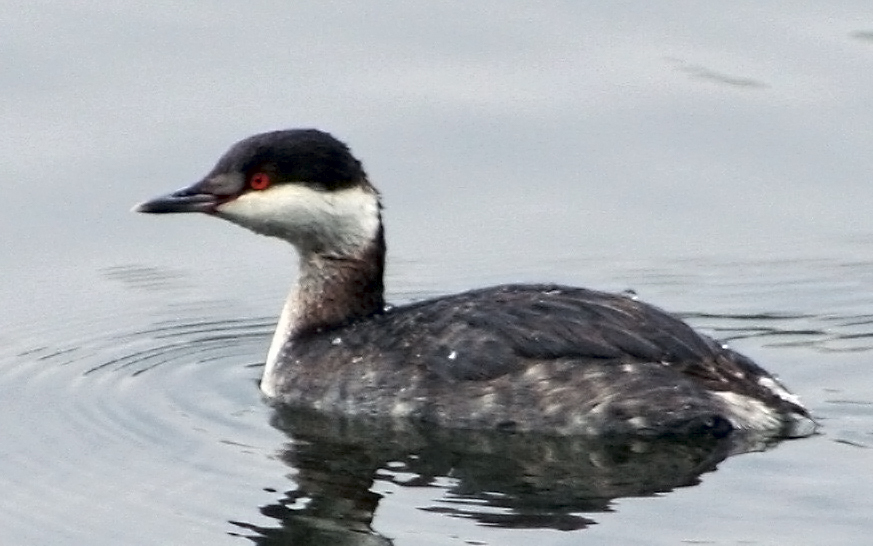
Ohrentaucher im Schlichtkleid

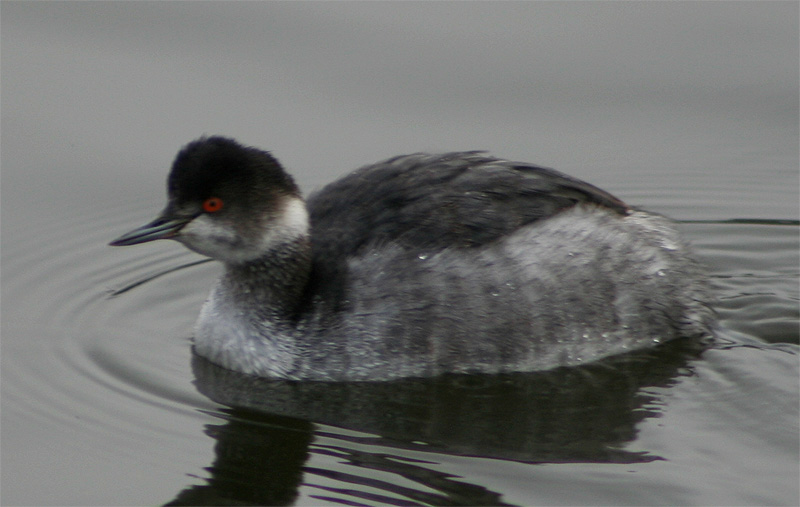
Im Vergleich dazu ein Schwarzhalstaucher im Schlichtkleid

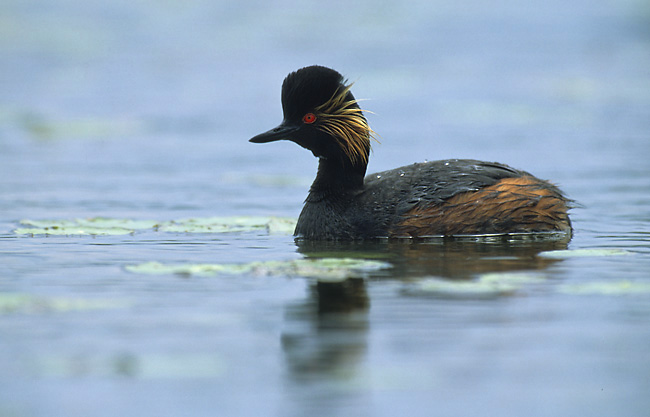
Schwarzhalstaucher weisen ein sehr hochstirniges Kopfprofil auf und sind unter anderem daran vom Ohrentaucher zu unterscheiden

Das im Herbst und Winter getragene Schlichtkleid ist überwiegend schwarz und weiß mit einem schwarzen Oberkopf und weißen Wangen. Der Rücken und die Rückseite des Halses sind dunkel gefiedert. Am schmalsten ist diese dunkle Befiederung am Oberhals. Der Vorderhals ist überwiegend weiß. An der Kehle haben adulte Vögel gelegentlich kleinere schwarze Flecken. Am Übergang des Halses zur Vorderbrust ist das Gefieder bräunlich verwaschen.
Die Kopfzeichnung ist beim Ohrentaucher auch im Schlichtkleid kontrastreich. Die reinweißen Wangen sind bei adulten Vögeln vom dunklen Oberkopf scharf abgesetzt, die Trennungslinie verläuft auf Augenhöhe. Das Weiß der Wangen dehnt sich fast bis zum Hinterkopf aus, so dass ein nahezu geschlossener weißer Nackenring ausgebildet ist. Über dem Zügelstreif befindet sich ebenfalls eine kleine weiße Federpartie, die sich von der Schnabelwurzel bis zum Auge erstreckt.

### Küken und Jungvögel
Das Dunenkleid frisch geschlüpfter Küken weist ein charakteristisches Streifenmuster auf. Auf der Körperoberseite wechseln sich breite, dunkelgraue bis schwarze Streifen mit feinen weißen Längsstreifen ab. Auf Kopf, Hals und Brust sind die schwarzen und weißen Streifen gleich breit. Auf den unteren Kopfseiten sind die schwarzen Streifen unterbrochen und wirken punktförmig. Dies unterscheidet die Küken des Ohrentauchers von denen des Hauben- und des Rothalstauchers, die ansonsten ein sehr ähnliches Streifenmuster aufweisen. Auf dem Scheitel haben die Jungvögel einen nackten Fleck, der bei Erregung rötlich leuchtet. Die Iris ist orangebraun. Der Schnabel ist rosa mit weißer Spitze. Am Oberschnabel weisen die Dunenjungen zwei schwarze Querbinden auf, während der Unterschnabel ohne Zeichnung ist. Beine und Zehen sind schwärzlichgrau. Die Schwimmlappen der Zehen haben einen fleischfarbenen Saum.
Das Streifenmuster auf der Körperoberseite verliert sich in den ersten Lebenswochen. Jungvögel behalten allerdings während ihrer ersten Lebensmonate das für die Art charakteristische Streifenmuster an Kopf und Hals bei. Sie wechseln dann in ein Jugendkleid, das dem Schlichtkleid der ausgewachsenen Vögel gleicht. Die dunklen Federpartien wirken jedoch insgesamt bräunlicher. Auch das erste Prachtkleid, das die Jungvögel tragen, weist häufig an Stelle des sonst blauschwarzen Kopfgefieders ein schwarzbraunes Gefieder auf. Die charakteristischen Federbüschel und die verlängerten Federn an den Kopfseiten werden noch nicht ausgebildet. In das Federkleid adulter Vögel wechseln Jungvögel erst gegen Ende ihres zweiten Lebensjahres.

### Verwechslungsmöglichkeiten mit anderen Vogelarten
Der Ohrentaucher kann vor allem mit dem fast gleich großen Schwarzhalstaucher verwechselt werden. Verglichen mit diesem ist der Schnabel beim Ohrentaucher gedrungener und gerader. Der Schwarzhalstaucher dagegen hat einen leicht aufgeworfenen Schnabel. Auch das Kopfprofil unterscheidet sich. Der Schwarzhalstaucher ist steilstirnig, während der Ohrentaucher wegen der flach anliegenden Federn am Oberkopf eine nur mäßig ansteigende Stirn hat.
Ohrentaucher und Schwarzhalstaucher gleichen sich im Schlichtkleid sehr. Neben der anderen Schnabelform und der steileren Stirn lässt sich der Schwarzhalstaucher im Schlichtkleid an dem fließenden Übergang zwischen dunklem Oberkopf und weißen Wangen erkennen. Die Wangen wirken dadurch insgesamt gräulicher.

## Stimme
Ohrentaucher sind grundsätzlich wenig ruffreudig und vorwiegend während der Balzzeit zu hören. Sie geben weiche Trillerrufe von sich, die sich lautmalerisch mit dji-ji-ji…ji-jrrr umschreiben lassen und an die Rufe des Zwergtauchers erinnern. Ein in der Tonhöhe abfallendes, nasales Aaanrr dient während der Balzzeit dazu, den Partnervogel zu locken. Die Rufweise ist dabei individuell so unterschiedlich ausgeprägt, dass daran einzelne Vögel unterschieden werden können. Die Stimmhöhe schwankt situationsbedingt. Der Alarmruf gleicht dem Lockruf während der Balz, ist jedoch in der Tonlage höher. Bei Auseinandersetzungen mit Artgenossen sind die Rufe ebenfalls höher und stärker abgehackt. Die Trillerrufe während der Paarung sind dagegen schneller, gleichmäßiger und tiefer.

## Verbreitung

### Brutgebiet

Verbreitungsgebiet
Gelb: Brutgebiete
Orange: Überwinterungsgebiete

Ohrentaucher haben ein lückenhaft zirkumpolares Verbreitungsgebiet. Ihre Brutgebiete liegen überwiegend zwischen 50° und 65° nördlicher Breite. In Nordeuropa brüten Ohrentaucher im Nordosten von Norwegen, in Nord- und Mittelschweden, Finnland, Estland, den Färöer-Inseln, im Norden von Schottland und auf Island. Von Russland erstreckt sich das Brutgebiet ostwärts über Sibirien bis zur Mündung des Anadyr und bis nach Kamtschatka. In südlicher Richtung erreichen sie die Südgrenze des Urals und den Amur.
In Mitteleuropa ist der Ohrentaucher ausnahmsweise Brutvogel im äußersten Nordosten. Für Polen liegen aus den letzten Jahren mehrere Brutnachweise vor. In Schleswig-Holstein kam es 1981 zur Ansiedlung eines Brutpaares, das bis 1987 zweimal erfolgreich brütete. Ein zweites Brutpaar hatte zwischen 1988 und 1999 bei alljährlichen Brutversuchen sieben erfolgreiche Bruten, aus denen insgesamt 16 Jungvögel hervorgingen. Seit 1999 gibt es ein zweites Vorkommen mit ein bis zwei Brutpaaren sowie Übersommerungen und Balz an einer dritten Stelle. Eine stärkere Ausbreitung in Mitteleuropa ist wegen Bestandsrückgängen im baltischen Raum derzeit nicht zu erwarten, jedoch scheint der derzeitige Bruterfolg ausreichend, um das Vorkommen in Schleswig-Holstein zu stabilisieren.
Während Ohrentaucher in Alaska und im Westen Kanadas weit verbreitet sind, gibt es im Osten Nordamerikas nur in der Nähe von Québec eine kleine, isolierte Brutpopulation von fünf bis fünfzehn Brutpaaren. Diese unterscheiden sich genetisch deutlich von den übrigen nordamerikanischen Populationen und sind vermutlich Abkömmlinge von europäischen Brutvögeln, die als Irrgäste nach einer Überwinterung an der Küste Südwest-Grönlands dorthin verschlagen wurden.

### Überwinterung
Die einzelnen Populationen der Ohrentaucher weisen kein einheitliches Zugverhalten auf. Sie sind Breitfrontzieher, die häufig nur kurze Zugstrecken zurücklegen. Einige europäische Populationen ziehen beispielsweise in westlicher Richtung zu den nächsten eisfrei bleibenden Meeresküsten, andere weisen eine südliche Zugrichtung auf. Die schottischen Populationen überwintern überwiegend in ihrem Brutgebiet. Überwinternde Ohrentaucher findet man unter anderem an den Küsten Irlands, der Atlantikküste Spaniens und im Südwesten Grönlands sowie im Nordwesten Norwegens. Sie halten sich dort gelegentlich auch im Winter nördlich des Polarkreises auf. Große überwinternde Populationen gibt es auch an der Küste der Ostsee. Sowohl an der Nord- als auch der Ostseeküste finden sich die ersten Überwinterungsgäste ab Ende August ein. Teile der nordeuropäischen Brutpopulationen ziehen südwärts durchs Binnenland und sind dann auch auf größeren Binnenseen und Flüssen zu beobachten. Im Mittelmeerraum überwintern Ohrentaucher vor allem an Binnengewässern der Türkei.
Zu den Überwinterungsgebieten der außereuropäischen Brutvögel zählen sowohl die West- als auch die Ostküste Nordamerikas, die Aleuten und in Asien die Küsten Japans, die Ostküste Nordkoreas und Chinas. Auch die außereuropäischen Brutvögel halten sich im Winter zum Teil auf größeren, eisfreien Binnengewässern auf. Wintergäste sind vor allem im Osten der USA bis hinab zum Golf von Mexiko auf Binnengewässern zu finden. Auch die zentralasiatischen Binnengewässer zählen zu den Winterquartieren der Art. Vereinzelt überwintern Ohrentaucher auch in Indien und Pakistan sowie auf den Azoren, den Bermudas und Hawaii.

## Lebensraum

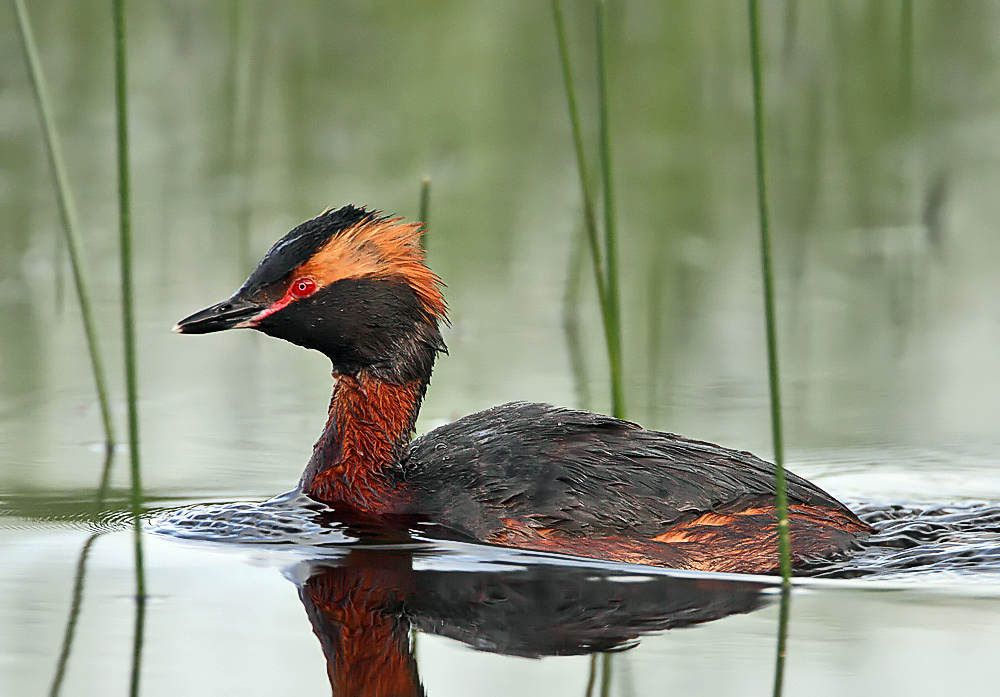
Ohrentaucher im Prachtkleid mit gut zu erkennendem Zügelstreif

Ohrentaucher sind Brutvögel der Marsch- und Sumpfgebiete sowie Binnenseen. Man findet sie als Brutvogel sowohl in Regionen der subarktischen Baumgrenze als auch an Gebirgsseen. Letzteres ist beispielsweise im Nordwesten der USA sowie im Grenzland zwischen Russland und China der Fall. Für Kirgisistan gibt es Brutbelege bis in Höhenlagen von mehr als 3000 m.
Eine hohe Siedlungsdichte ist vor allem in der Übergangszone zwischen lichtem Laub- oder Laubmischwald und borealem Nadelwald zu beobachten. Der Ohrentaucher präferiert in dieser Region kleine bis mittelgroße Teiche oder Seen. Im Schnitt haben diese Binnengewässer eine Größe von 1,2 bis 1,3 Hektar. In Regionen, in denen andere Lappentaucherarten nicht vorkommen, sind sie auch an oligotrophen, großen Seen anzutreffen. Dort wo sie an größeren Binnenseen brüten, halten sie sich bevorzugt in abgeschiedenen Buchten auf. Ohrentaucher scheinen solche Gewässer zu bevorzugen, bei denen eine offene Wasserfläche von niedrigen Seggen und Schachtelhalmgewächsen umgeben ist. Sie sind anders als Schwarzhalstaucher aber auch an fast vegetationslosen Krater- und Hochmoorseen zu finden. Es ist allerdings nicht auszuschließen, dass Ohrentaucher nur wegen der Nahrungskonkurrenz mit Binden- und Rothalstaucher weniger häufig auf nahrungsreicheren Wasserflächen zu beobachten sind, die von hohen Sumpfpflanzen umgeben sind. Ohrentaucher brüten gelegentlich auch an Brackwasserseen.

## Nahrung und Nahrungserwerb
Ohrentaucher ernähren sich von kleineren Fischen sowie Insekten und Krebstieren. Sie nehmen im Schnitt täglich etwa 100 Gramm Nahrung zu sich. Ob Fische oder Insekten und Krebstiere den Hauptteil der Nahrung ausmachen, ist abhängig vom Lebensraum. Bei den europäischen Brutvögeln spielen Fische eine wichtige Rolle in der Ernährung. Gefressen werden Fische bis zu einer Länge von zehn Zentimetern. Die wichtigsten Nahrungsbestandteile bei den asiatischen und nordamerikanischen Vögeln sind dagegen Krebstiere und Wasserinsekten.
Auf Binnengewässern suchen Ohrentaucher ihre Nahrung bevorzugt in den Gewässerbereichen, die eine Tiefe zwischen 0,5 und 2 Metern aufweisen und dicht mit Unterwasserpflanzen bewachsen sind. Während der Überwinterung, wenn Ohrentaucher auch auf Küstengewässern zu beobachten sind, nutzen sie Tiefen bis zu 20 Meter für die Nahrungssuche. Sie bilden in dieser Zeit gelegentlich kleine Gruppen, die häufig mit Trauer- und Samtenten vergesellschaftet sind.
Nach Nahrung suchen Ohrentaucher überwiegend tauchend und sind dabei im Schnitt höchstens dreißig Sekunden unter Wasser. Häufig tauchen sie nur so flach ein, dass der Rücken über Wasser bleibt. Der Tauchgang in größere Wassertiefen wird durch einen kräftigen Satz nach vorne eingeleitet, ehe sie mit dem Kopf und Hals eintauchen. Sie erreichen dadurch einen steileren Eintauchwinkel. An der Wasseroberfläche schwimmende Insekten werden aufgepickt, fliegende Insekten auch aus der Luft geschnappt. Dieses Verhalten intensiviert sich insbesondere, wenn Mücken schlüpfen.

## Komfortverhalten

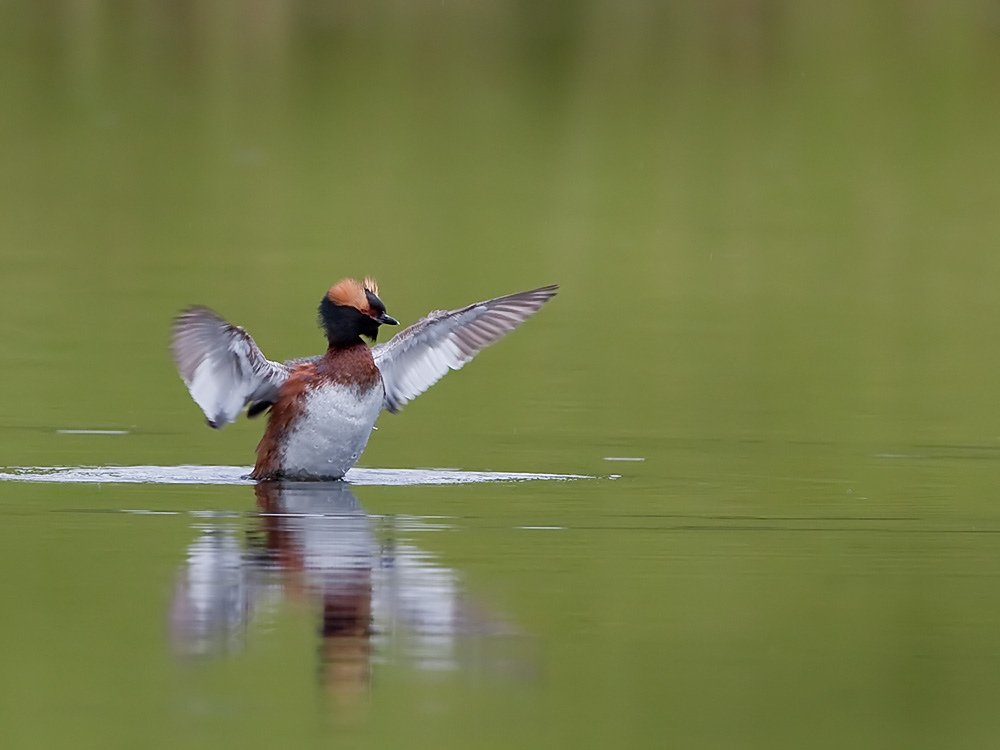
Ohrentaucher im Prachtkleid mit gut erkennbarer weißer Unterseite

Ohrentaucher verbringen den größten Teil des Tages auf dem Wasser schwimmend. Die weit hinten ansetzenden Beine stellen eine weitgehende Anpassung an das Leben im Wasser dar. Für die Fortbewegung an Land sind sie jedoch schlecht geeignet. Außerhalb der Brutzeit verbringen sie auch die Nacht auf dem Wasser schlafend. Der Schnabel ruht dann links oder rechts vom Hals im Brustgefieder.
Ohrentaucher putzen und ölen ihr Gefieder regelmäßig. Die Gefiederpflege findet auf dem Wasser schwimmend statt. Die auffälligste Bewegung bei der Gefiederpflege ist der Moment, wenn sie sich im Wasser auf die Seite drehen, um die silbrig-weiße Körperunterseite zu putzen. Lose Federn werden entfernt und meist auch gefressen. Führen Ohrentaucher Jungvögel, bieten sie ihnen Federn auch zur Nahrung an. Dieses Verhalten ist für alle Lappentaucher charakteristisch. Die Federn zersetzen sich im Magen zu einer grünlichen, schwammartigen Masse, die das Magenvolumen bis zur Hälfte füllen kann. Zusammen mit unverdaulichen Nahrungsresten wird diese Masse als Gewölle regelmäßig wieder hervorgewürgt. Der Nutzen dieses ungewöhnlichen Verhaltens ist noch nicht vollständig geklärt. Wahrscheinlich verhindert die Federmasse, dass feste und spitze Substanzen in den Darm gelangen. Sie schützt vermutlich auch die Magenwand vor Verletzungen durch Gräten. Möglicherweise wird über dieses Verhalten aber auch der Befall durch Parasiten verringert, die überwiegend mit der Nahrung aufgenommen werden.

## Fortpflanzung

### Die Balz

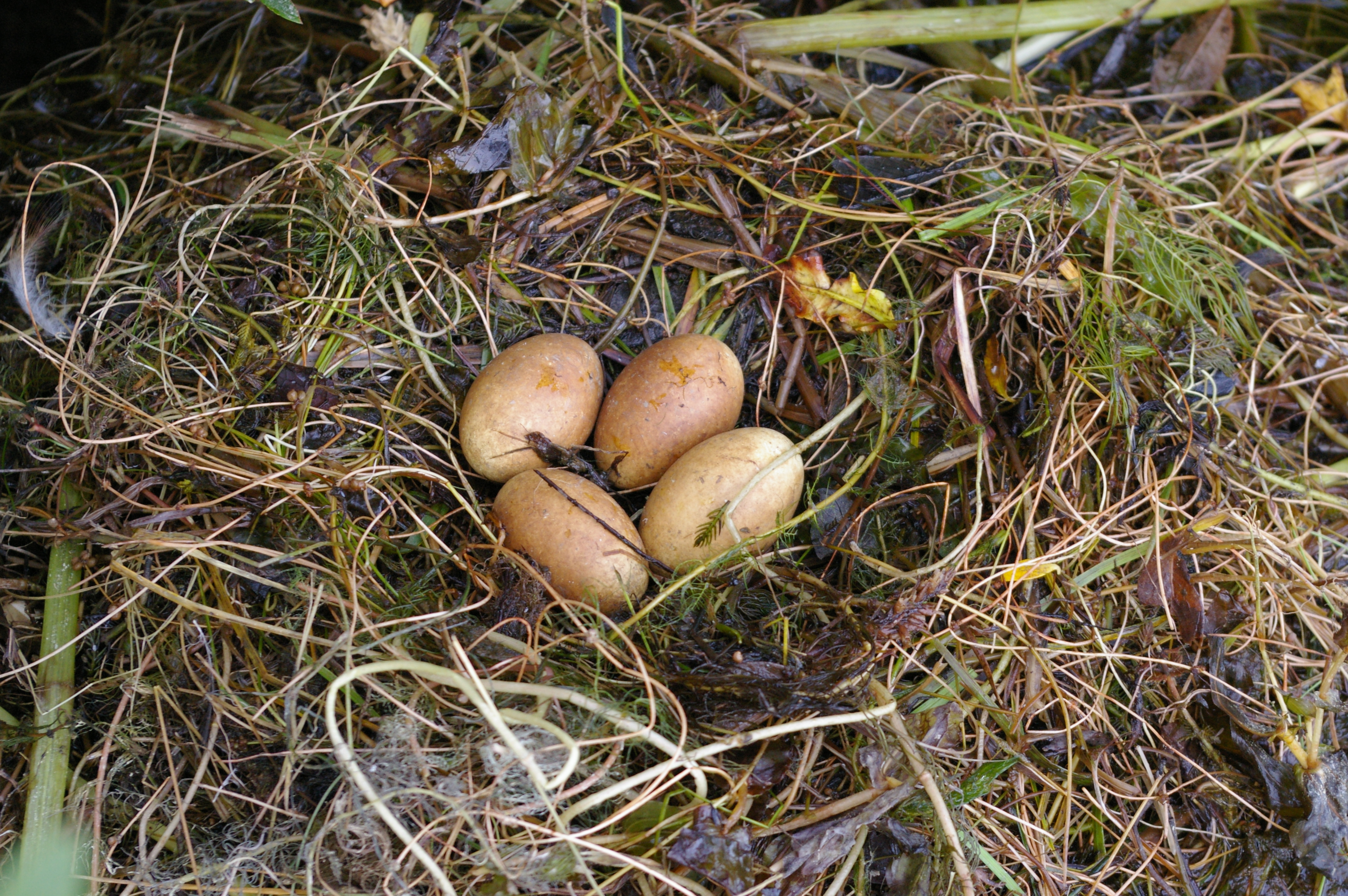
Nest des Ohrentauchers

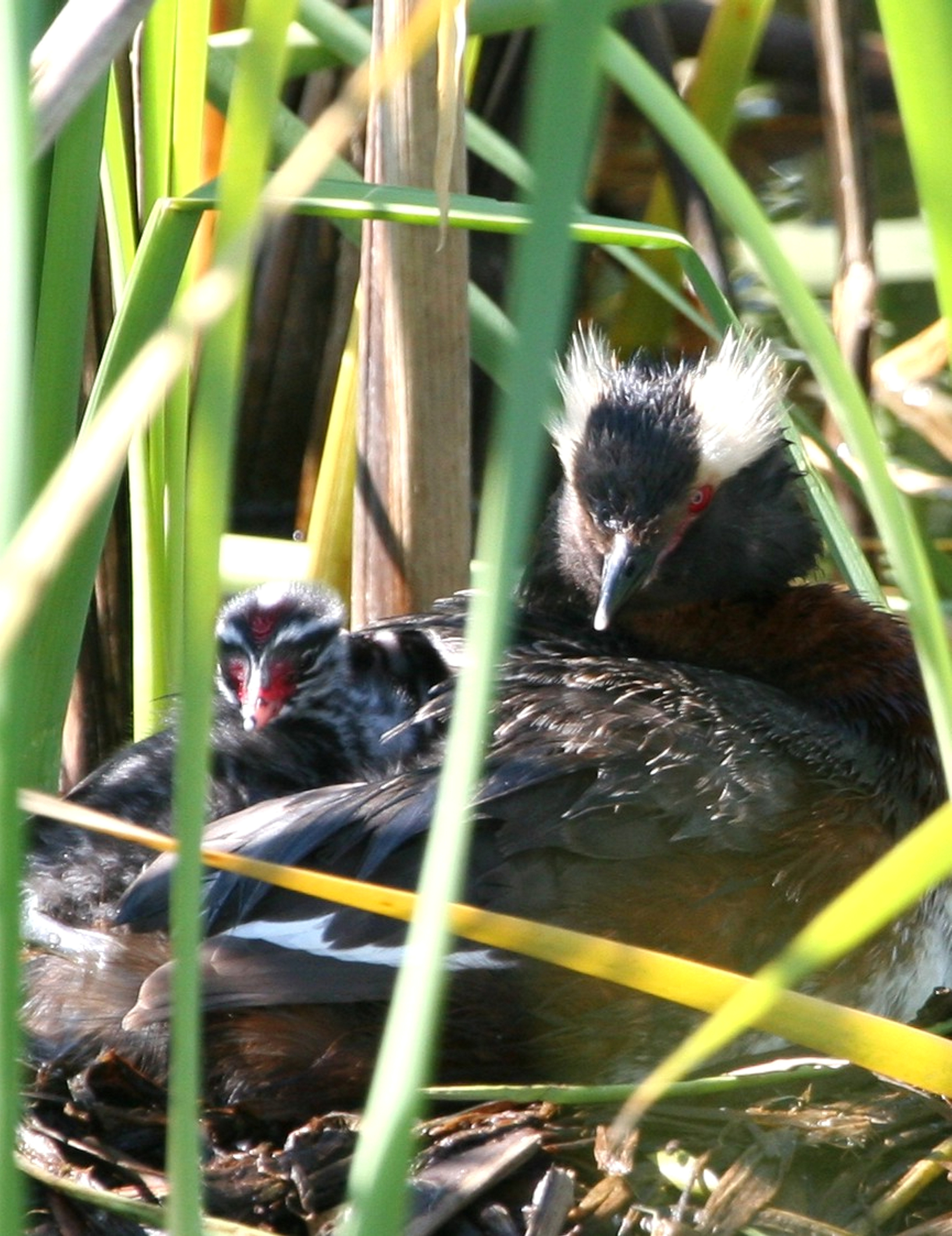
Ohrentaucher auf dem Nest

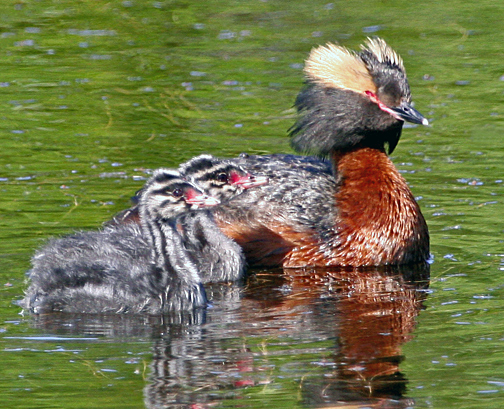
Ohrentaucher mit Jungen

Der Ohrentaucher gehört zu den Arten der Lappentaucher, die eine komplexe Balzzeremonie mit einer Reihe von synchronen, tanzartigen Bewegungen beider Geschlechter aufweisen. Die Verhaltensweisen der Balzzeremonie sind nicht geschlechtsgebunden. Alle Bewegungsabläufe können vom Weibchen wie vom Männchen ausgeführt werden.
Das Balzzeremoniell wird eingeleitet, indem die Vögel mit in der Tonhöhe abfallenden, nasalen Aaanrr-Rufen nacheinander rufen. Einer der Vögel schwimmt tauchend in Richtung des anderen Partners, wobei er mehrfach wieder an der Oberfläche auftaucht. Dieser Bewegungsablauf endet, indem der Vogel zunächst nur bis zum Hals, langsam dann auch bis zur Brusthälfte aus dem Wasser auftaucht. Die hintere Körperhälfte bleibt untergetaucht; Kopf und Schnabel weisen vom Partner weg. Der inaktivere Teil des Paares „wartet“ mit nach hinten gebogenen Hals, die gelben Federbüschel am Kopf sind dabei weit gesträubt und die Flügel angehoben und gleichfalls gesträubt. Akzeptieren die beiden Vögel einander, geht das Balzzeremoniell in eine synchrone Schwimmbewegung über, bei der sich beide Vögel mit ihrem Oberkörper aus dem Wasser erheben. In dieser Phase wenden sie sich einander zu. Die Vögel schwimmen dann langsam auseinander, tauchen nach Wasserpflanzen und präsentieren diese in ihren Schnäbeln, während sie parallel zueinander eine sechs bis sieben Meter lange Strecke mit zum Teil weit aus dem Wasser erhobenen Oberkörpern schwimmen. Vor allem etablierte Paare zeigen anschließend auch ein Triumphschwimmen, bei dem die Flügel stark angehoben und gespreizt sind, die Federbüschel stark gesträubt und der Hals weit nach hinten gebogen ist.
Nur miteinander harmonisierende Paare zeigen die vollständige Balz. Das Balzritual wird häufig bereits in der Phase, in der einer der Ohrentaucher in Richtung des anderen Partners schwimmt, von einem dritten Ohrentaucher unterbrochen, der gezielt zwischen die werbenden Vögel schwimmt. Es handelt sich dabei meist um bereits verpaarte Ohrentaucher. Auch Vögel des gleichen Geschlechts beginnen miteinander das Balzzeremoniell. Dabei wird jedoch nie die vollständige Balz gezeigt. Weibchen schwimmen bereits in der Frühphase des Zeremoniells wieder auseinander. Zwischen Männchen, die zuvor miteinander gebalzt haben, kann es vereinzelt auch zu Kämpfen kommen.
Während der Balzzeit sind Ohrentaucher ausgesprochen aggressiv. Ausgeführt werden unter anderem tauchende Angriffe auf andere Wasservogelarten. Belegt ist, dass Ohrentaucher eine Schar wesentlich größerer Graugänse aus ihrem Revier vertrieben, indem sie diese unter Wasser schwimmend angriffen.

### Nest und Brut

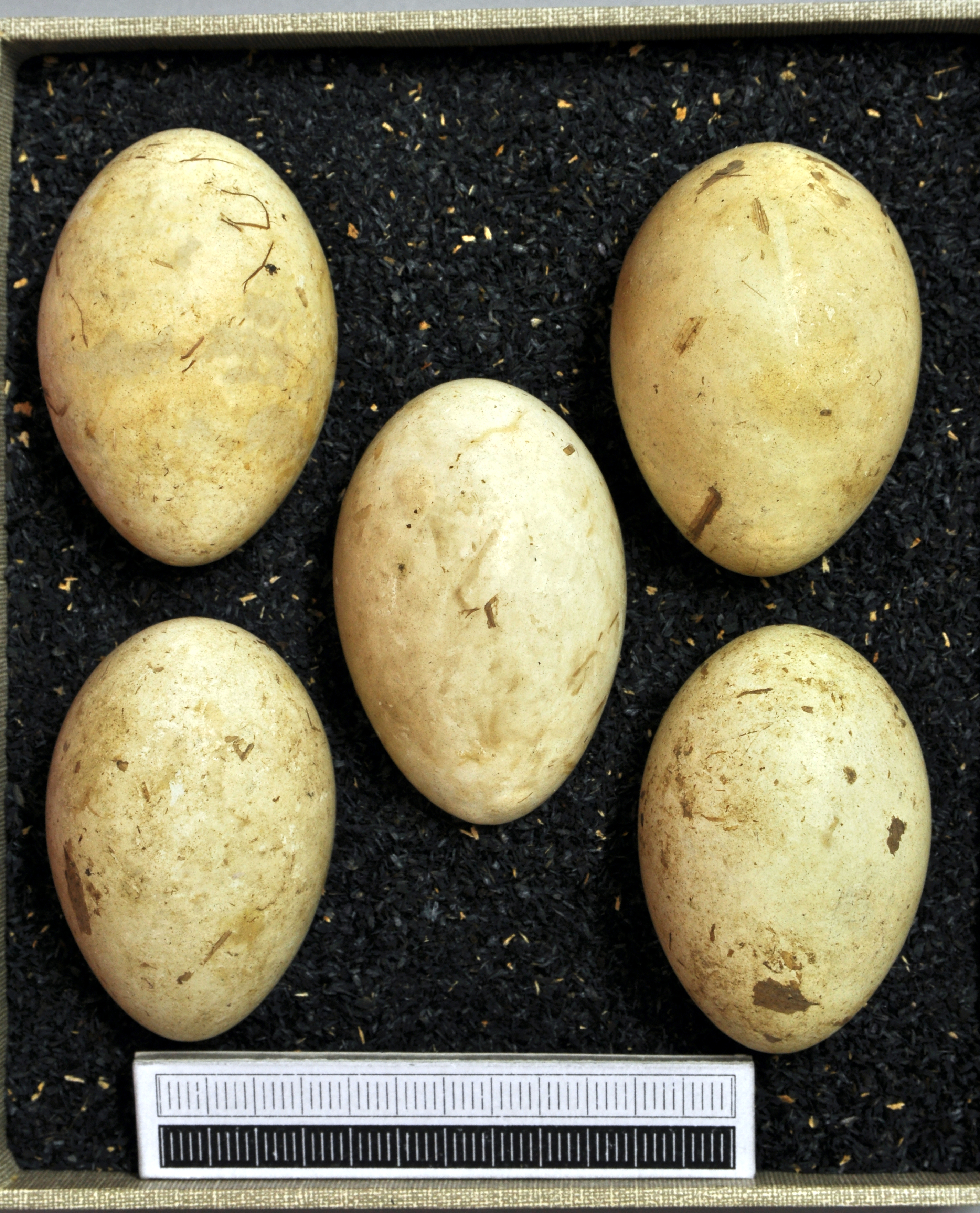
Gelege, Sammlung Museum Wiesbaden

Ohrentaucher bilden mitunter ähnlich wie Zwergtaucher ein Brut- und Nahrungsterritorium, das ausschließlich durch das Männchen verteidigt wird. Häufiger brüten Ohrentaucher jedoch in Kleinkolonien.
Das Nest wird gelegentlich am Gewässerrand der Ufervegetation gebaut, befindet sich jedoch genauso häufig auf dem offenen, bis höchstens ein Meter tiefen Wasser. Die Nester ruhen auf einem Unterbau aus Schilf- und Binsenhalmen und sind schwimmfähig. Häufig sind umgeknickte, tote Halme der benachbarten Vegetation in die Nestgrundlage mit eingebaut oder die Vögel nutzen eine von Pflanzen dicht umgebene kleine Wasserfläche, so dass ein Abtreiben des Nests verhindert wird. Das eigentliche Nest wird aus faulenden Blättern und Laichkrautsprossen errichtet und ist häufig vollständig durchnässt. Es wird vermutet, dass durch die Fäulniswärme des Nistmaterials die Brut begünstigt wird. Am Nestbau sind beide Elternvögel beteiligt. Die Vögel sind in der Lage, binnen vierundzwanzig Stunden ein für eine Brut geeignetes Nest zu errichten. Normalerweise erstreckt sich der Nestbau jedoch über eine Periode von vier bis sieben Tagen. Das fertige Nest kann ein Gewicht von einem bis zwei Kilogramm tragen.
Das Gelege besteht aus drei bis sechs Eiern, die etwa 4,5 Zentimeter lang sind und einen Durchmesser von 3 Zentimeter haben. Im Mittel schlüpfen nur aus 63 Prozent der Eier Junge. Ohrentaucher sind jedoch in der Lage, wenige Tage nach dem Verlust eines Geleges einen erneuten Brutversuch zu starten. Bei einzelnen Untersuchungen konnte nachgewiesen werden, dass Weibchen bei mehrfachen Gelegeverlusten in einer Saison bis zu 50 Eier legen. Nach einer erfolgreichen Brut und Aufzucht der Jungen kommt es jedoch nur selten zu einem zweiten Brutversuch innerhalb des gleichen Jahres.
Die Weibchen brüten bereits ab dem ersten gelegten Ei. An der Brut sind beide Elternvögel beteiligt, das Weibchen brütet allerdings ausdauernder. Die Dunenjungen schlüpfen etwa drei Wochen nach Brutbeginn. Sie verlassen sogleich das Nest und werden in den ersten Tagen auf dem Rücken ihrer Eltern getragen. Nach etwa vier bis fünf Wochen sind sie selbständig. Die Jungvögel eines Gewässers versammeln sich häufig in sogenannten Kindergärten und werden dort von allen adulten Vögeln gefüttert.

## Natürliche Todesursachen

### Fressfeinde

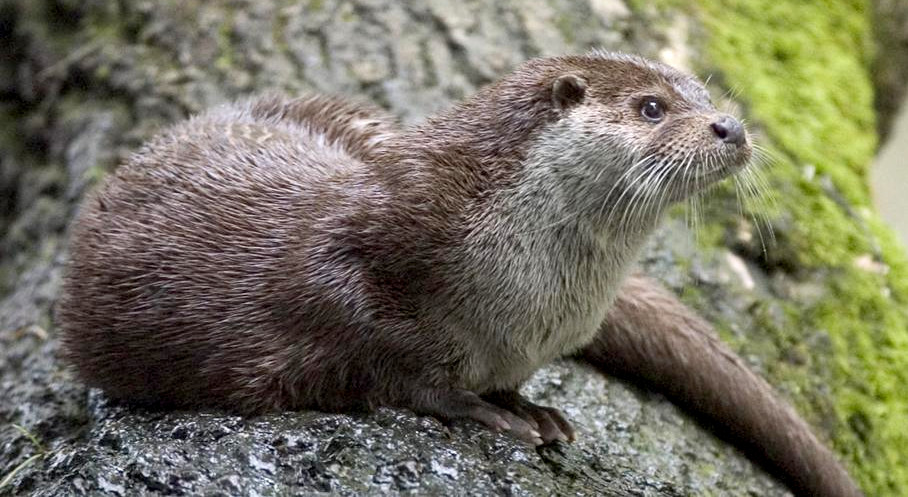
Fischotter zählen zu den Fressfeinden des Ohrentauchers

Zu den Fressfeinden des Ohrentauchers zählen Baummarder, Fischotter, Rotfuchs und Wildkatze sowie Nerze. Der aus Nordamerika eingeführte Mink hat vermutlich eine starke Auswirkung auf die Bestände in Schottland und Island. Raubsäuger erbeuten brütende Ohrentaucher am Nest und fressen außerdem die Eier. Auch die großen Eulenarten schlagen Ohrentaucher, wenn diese auf ihrem Nest sitzen. Vor allem fliegende Ohrentaucher sind auch durch Greifvögel bedroht. In Island jagen beispielsweise Gerfalken erfolgreich Ohrentaucher, die fliegend von einem Gewässer zu einem anderen wechseln.
Die im Nest befindlichen Eier werden außerdem von Waschbären sowie von Möwen, Raben und Krähen gefressen.

### Parasitenbefall
Ohrentaucher sind wie alle Lappentaucher stark von Endoparasiten befallen. Lappentaucher sind möglicherweise die Vogelfamilie, die den stärksten Befall an diesen Parasiten aufweist. Dies ist durch ihr weites Nahrungsspektrum bedingt, das zahlreiche unterschiedliche Wasserinsekten umfasst. Zu den Endoparasiten zählen unter anderem Band- und Fadenwürmer. In weit geringerem Maße sind Ohrentaucher dagegen vom Befall durch Ektoparasiten betroffen. Da sie ihre Nester auf schwimmenden Plattformen errichten, ist der Befall durch Zecken, Flöhe und Wanzen geringer als bei anderen Vogelarten.

## Systematik

### Äußere Systematik
Ohrentaucher gehören zur Familie der Lappentaucher und werden innerhalb dieser Familie der Gattung der Tauchern (Podiceps) zugeordnet.

### Innere Systematik
Es werden meist zwei Unterarten anerkannt. Die Nominatform Podiceps auritus auritus ist in Nordeuropa und im nördlichen Asien bis nach China verbreitet. Podiceps auritus cornutus ist dagegen in Ostsibirien und Nordamerika beheimatet. Das Rückengefieder dieser Unterart wirkt eher gräulich. Im Prachtkleid sind die Federbüschel am Kopf blasser als bei der Nominatform und durch graubeige Federn umrahmt.
Die Abgrenzung einer dritten Unterart Podiceps auritus arcticus in an den Nordatlantik angrenzenden Regionen wurde bereits 1822 vorgeschlagen. Als Unterscheidungsmerkmal zu den übrigen Unterarten wurde unter anderem der deutlich kräftigere Schnabel angeführt. Gegenwärtig wird diese dritte Unterart jedoch nicht akzeptiert.

## Bestand
Die westeuropäischen Bestände des Ohrentauchers sind verhältnismäßig gut untersucht. Charakteristisch ist, dass der Bestand stark schwankt und sich die Anzahl der Brutpaare innerhalb kurzer Zeit verdoppeln kann. Insgesamt wird die Zahl der in Europa und Asien beheimateten Vögel der Nominatform Podiceps auritus auritus auf etwa 50.000 bis 100.000 Vögel geschätzt. Der Bestand der in Nordamerika und Sibirien lebenden Unterart Podiceps auritus cornutus beträgt mehr als 100.000 Vögel.
Der Ohrentaucher ist eine Art des Anhangs I der EU-Vogelschutzrichtlinie (RL 79/409/EWG), für die in der Europäischen Union Vogelschutzgebiete auszuweisen sind.
In der Roten Liste der Brutvögel Deutschlands von 2020 wird die Art in der Kategorie R (extrem selten) geführt.

## Mensch und Ohrentaucher

### Bejagung
Ohrentaucher weisen wie alle Lappentaucher ein sehr dichtes Brustgefieder auf, das sich wie Pelz anfühlt. Die Verwendung von Lappentaucherbälgen für die Herstellung von Kleidung lässt sich für viele Kulturen nachweisen. Besonders intensiv wurden Lappentaucher im 19. und (teilweise) bis in die Mitte des 20. Jahrhunderts bejagt. Aus den Vogelbälge wurden Handschuhe, Schulterumhänge und Muffe gefertigt. Betroffen von der Jagd waren vor allem die großen Taucherarten wie Haubentaucher und Renntaucher. Es liegen keine detaillierten Informationen vor, wie stark Ohrentaucher von der Bejagung wegen ihres Gefieders oder wegen ihres Fleisches betroffen waren. Für andere Lappentaucherarten wie etwa den gleich großen Schwarzhalstaucher ist nachgewiesen, dass sie früher von indigenen Völkern als Nahrungsmittel genutzt worden. Es ist daher naheliegend, dass dies auch für den Ohrentaucher zutrifft.

### Bestandsveränderungen durch Umweltbedingungen
Es wirkt sich potenziell negativ auf den Bestand der Ohrentaucher aus, wenn die Brutgewässer eutrophieren. Ohrentaucher benötigen verhältnismäßig klares Wasser mit einem dichten Bewuchs von Unterwasserpflanzen. Eine Nährstoffanreicherung verändert die Zusammensetzung der jeweiligen Fischpopulation häufig in Richtung der Arten, die bevorzugt Makroplankton fressen. Dies führt zu einer Anreicherung des Wassers mit Mikroplankton, durch die das Wasser unklar wird, worauf der Bestand an Unterwasserpflanzen zurückgeht. Ohrentaucher sind daher von einer Intensivierung der Landwirtschaft betroffen, selbst wenn die Brutgewässer nicht unmittelbar dadurch betroffen sind.
Einen gravierenden Einfluss auf die Bestände des Ohrentauchers hat die Verschmutzung der Meere mit Erdöl. 1976 starben nach einem Öltankerunfall 4000 Ohrentaucher, die in der Chesapeake Bay überwinterten. Tankerunfälle können einen signifikanten Einfluss auf Bestände haben, da Ohrentaucher regelmäßig in großen Scharen in derselben Region überwintern.
Der Ohrentaucher gilt als eine der Arten, die vom Klimawandel möglicherweise besonders betroffen sein wird. Ein Forschungsteam, das im Auftrag der britischen Umweltbehörde und der Royal Society for the Protection of Birds die zukünftige Verbreitungsentwicklung von europäischen Brutvögeln auf Basis von Klimamodellen untersuchte, geht davon aus, dass sich bis zum Ende des 21. Jahrhunderts das Verbreitungsgebiet des Ohrentauchers deutlich verändern wird. Nach dieser Prognose bieten achtzig Prozent des heutigen Verbreitungsgebietes dem Ohrentaucher dann keine geeigneten Lebensräume mehr. Das Verbreitungsgebiet wird sich jedoch bis nach Spitzbergen erstrecken und auch die höhergelegenen Regionen Schwedens und Norwegens umfassen, die heute vom Ohrentaucher nur dünn besiedelt werden.

## Einzelbelege
1. 1 2 3 4 5  Fjeldså, 2004, S. 178.
2. 1 2  Niethammer, S. 132–133.
3. ↑  Fjeldså, 2004, S. 38.
4. 1 2 3  Collin Harrison, Peter Castell: Field Guide Bird Nests, Eggs and Nestlings. überarbeitete Auflage. HarperCollins Publisher, London 2002, ISBN 0-00-713039-2, S. 37
5. 1 2  Niethammer, S. 133.
6. 1 2  Niethammer, S. 134.
7. 1 2 3 4 5  Fjeldså, 2004, S. 179.
8. 1 2 3  Bauer et al., S. 191.
9. ↑  Ferguson und Sealy, 1983, S. 401–408
10. 1 2 3  Niethammer, S. 135.
11. ↑  Fjeldså, 2004, S. 60.
12. ↑  Niethammer, S. 137.
13. 1 2  Fjeldså, 2004, S. 180.
14. 1 2 3  Niethammer, S. 136.
15. ↑  Fjeldså, 2004, S. 35.
16. ↑  Fjeldså, 2004, S. 36
17. ↑  Fjeldså, 2004, S. 82
18. ↑  Fjeldså, 2004, S. 79.
19. ↑  Collin Harrison, Peter Castell: Field Guide Bird Nests, Eggs and Nestlings. überarbeitete Auflage. HarperCollins Publisher, London 2002, ISBN 0-00-713039-2, S. 36.
20. ↑  Fjeldså, 2004, S. 102 und 104
21. ↑  Fjeldså, 2004, S. 108 und 110.
22. ↑  Fjeldså, 2004, S. 126.
23. ↑  R. W. Storer: The metazoan parasite fauna of grebes (Aves: Podicipediformes) and its relationship to the birds’ biology.
24. ↑  Fjeldså, 2004, S. 22.
25. ↑  S. Delaney, C. Reyes, E. Hubert, S. Pihl, E. Rees, L. Hannstra, A. van Strien: Results from the International Waterbird Census in the Western Palearctic and Southwest Asia 1995 und 1996. (= Wetlands International Publication. Band 54). Wetlands International, Wageningen 1999, ISBN 1-900442-25-6.
26. ↑  Fjeldså, 2004, 179f.
27. ↑  Torsten Ryslavy, Hans-Günther Bauer, Bettina Gerlach, Ommo Hüppop, Jasmina Stahmer, Peter Südbeck & Christoph Sudfeldt: Rote Liste der Brutvögel Deutschlands, 6 Fassung. In: Deutscher Rat für Vogelschutz (Hrsg.): Berichte zum Vogelschutz. Band 57, 30. September 2020.
28. ↑  Fjeldså, 2004, S. 127.
29. ↑  Fjeldså, 2004, S. 123.
30. ↑  J. V. Roland, G. E. Moore, M. A. Bellanca: The Chesapeake Bay Oil Sill – February 2, 1976,: a case history. In: International Oil Spill Conference Proceedings. Band 1977, Nr. 1: 1977 Oil Spill Conference, New Orleans, Louisiana, March 8-10, 1977. American Petroleum Institute, Washington, DC 1977, S. 523–527.
31. ↑  Brian Huntley, Rhys E. Green, Yvonne C. Collingham, Stephen G. Willis: A Climatic Atlas of European Breeding Birds. Durham University, The RSPB and Lynx Editions, Barcelona 2007, ISBN 978-84-96553-14-9, S. 39.